# Mark Wood (skådespelare)
Mark Wood, född 6 juni 1968, är en amerikansk skådespelare inom pornografisk film. Han har medverkat i över 450 filmer sedan 1994, inklusive ett tiotal med Ashley Blue. Han har även regisserat ett antal filmer i samma genre.